# Límite Cretácico-Paleógeno

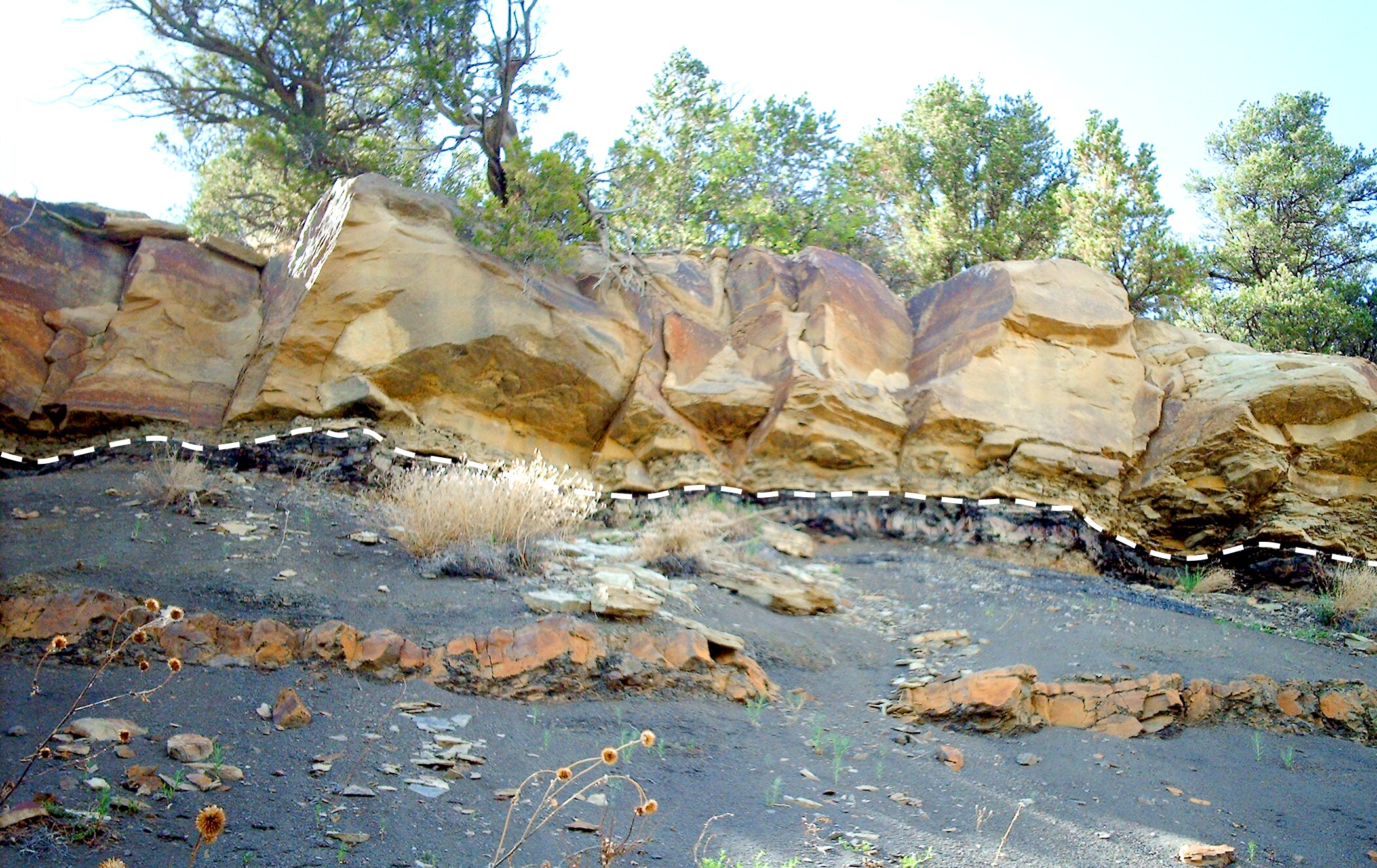
Foto en la que se ha marcado el límite K/Pg en Colorado, Estados Unidos.

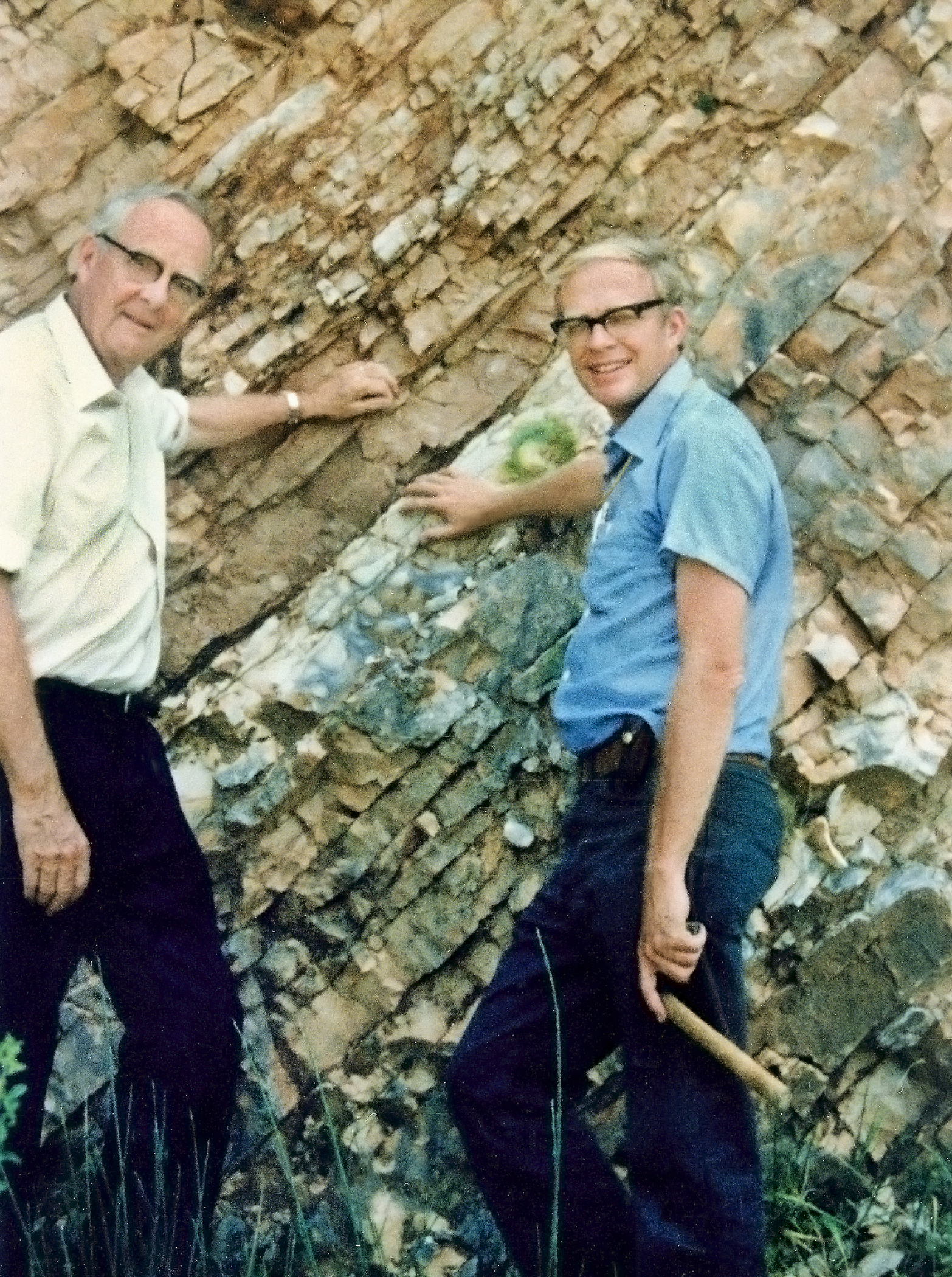
Luis Álvarez (izquierda) y su hijo Walter (derecha) en el afloramiento del límite K-Pg de Gubbio (Italia), en 1981

El límite Cretácico-Paleógeno (límite K/Pg) o límite Cretácico-Terciario (límite K/T, en desuso), es un cronohorizonte geológico, presente como una estrecha capa en los estratos de la corteza terrestre, que data aproximadamente de hace 65 millones de años.
La abreviatura del nombre proviene de K, por el periodo Cretácico (en alemán Kreide) y T, abreviatura normalmente aplicada a la hoy obsoleta era Terciaria (en alemán Tertiär). En la forma Cretácico-Paleógeno se abrevia K/Pg.
El límite K/Pg marca el final de la era Mesozoica y el comienzo de la era Cenozoica.
Según la hipótesis de Álvarez et al. (llamada así por Luis Walter Álvarez y su hijo Walter Álvarez, quienes propusieron en 1980 –junto con otros colaboradores- dicha hipótesis), este límite se corresponde con el impacto de un asteroide, conocido como impacto K/T.
La hipótesis del asteroide fue confirmada al encontrarse un cráter en Yucatán, provocado por la caída de una roca extraterrestre que causó la extinción masiva del Cretácico-Paleógeno . Debido a que en esta capa ya no se encuentran restos fósiles de dinosaurios y de otros taxones significativos hasta entonces en las biotas de la Tierra ; se sabe que el impacto del asteroide y todas sus consecuencias, fue la causa principal de esta extinción repentina.

## Afloramientos del límite Cretácico/Paleógeno
| Principales afloramientos                            | País           |
| ---------------------------------------------------- | -------------- |
| Lattengebirge                                        | Alemania       |
| Bajada del Jagüel                                    | Argentina      |
| Isla Seymour                                         | (Antártida)    |
| Poty, Cuenca Paraiba                                 | Brasil         |
| Kjølby Gaard                                         | Dinamarca      |
| Nye Kløv                                             | Dinamarca      |
| Stevns Klint                                         | Dinamarca      |
| Agost (Alicante)                                     | España         |
| Caravaca de la Cruz (Murcia)                         | España         |
| Sopelana (Vizcaya)                                   | España         |
| Zumaya (Guipúzcoa)                                   | España         |
| Hell Creek (Montana)                                 | Estados Unidos |
| Cuenca Raton (Nuevo México)                          | Estados Unidos |
| Río Brazos (Texas)                                   | Estados Unidos |
| Isla Gorgonilla                                      | Colombia       |
| Beloc                                                | Haití          |
| Erto                                                 | Italia         |
| Gubbio                                               | Italia         |
| Hokkaido                                             | Japón          |
| Koshak                                               | Kazajistán     |
| El Mimbral                                           | México         |
| La Lajilla                                           | México         |
| El Mulato                                            | México         |
| El Tecolote                                          | México         |
| Bochil                                               | México         |
| Guayal                                               | México         |
| Coxquihui                                            | México         |
| Río Flaxbourne                                       | Nueva Zelanda  |
| Moody Creek                                          | Nueva Zelanda  |
| Woodside Creek                                       | Nueva Zelanda  |
| Geulhemmerberg                                       | Países Bajos   |
| Aïn Settara                                          | Túnez          |
| El Kef Sección de referencia global (GSSP) del K/Pg. | Túnez          |
| Elles                                                | Túnez          |
| Sumbar                                               | Turkmenistán   |